# Glacier du Lauteraar
Le glacier du Lauteraar (Lauteraargletscher en allemand) se trouve en Suisse dans le canton de Berne. Avec le glacier du Finsteraar, il forme le glacier de l'Oberaar. Ce dernier constitue une des deux sources de l'Aar.

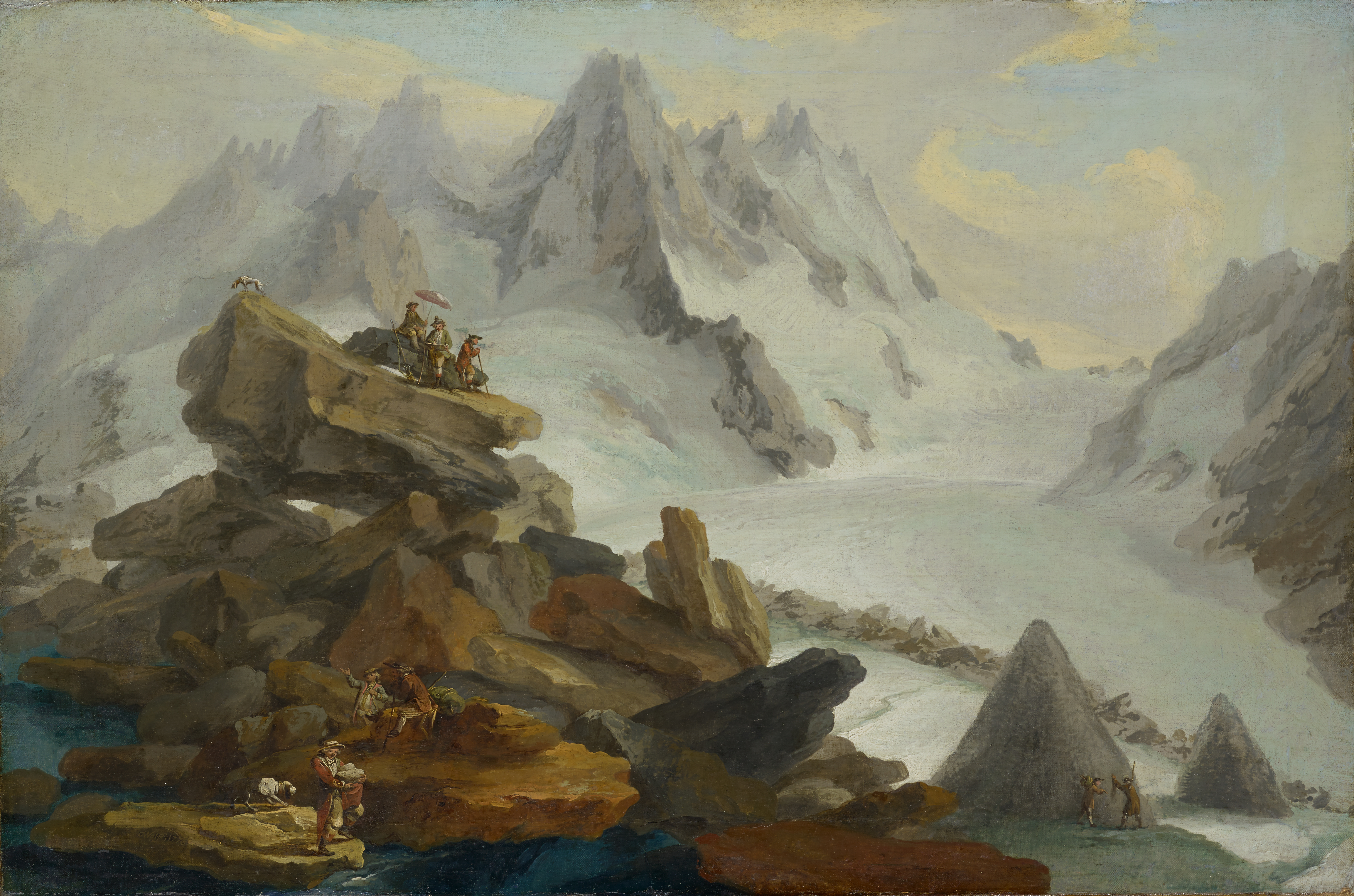
Caspar Wolf, 1776,
„Der Lauteraargletscher“
(« Le glacier du Lauteraar »)